# Seymour Lipschutz
Seymour Saul Lipschutz (Brooklyn, 1931) é um matemático estadunidense.
Lipschutz é um autor de livros técnicos sobre matemática pura e probabilidade, incluindo uma série na Coleção Schaum.
Lipschutz obteve um Ph.D. em 1960 no Instituto Courant de Ciências Matemáticas da Universidade de Nova Iorque.
Seus livros foram traduzidos em diversas línguas, inclusive o português.

## Obras
- Schaum's Outline of Discrete Mathematics
- Schaum's Outline of Probability
- Schaum's Outline of Finite Mathematics
- Schaum's Outline of Linear Algebra
- Schaum's Outline of Beginning Linear Algebra
- Schaum's Outline of Set Theory
- Schaum's Outline of Essential Computer Mathematics